# Liechtenstein na Mistrzostwach Europy w Lekkoatletyce 2014
Liechtenstein na Mistrzostwach Europy w Lekkoatletyce 2014 – reprezentacja Liechtensteinu podczas Mistrzostw Europy w Zurychu liczyła 1 zawodnika.

## Występy reprezentantów Liechtensteinu

### Mężczyźni

#### Konkurencje biegowe
| Konkurencja   | Zawodnik       | Eliminacje | Eliminacje | Półfinał | Półfinał | Finał    | Finał |
| Konkurencja   | Zawodnik       | Rezultat   | Poz.       | Rezultat | Poz.     | Rezultat | Poz.  |
| ------------- | -------------- | ---------- | ---------- | -------- | -------- | -------- | ----- |
| Bieg na 200 m | Fabian Haldner | 23,06      | 31.        | NQ       | NQ       | NQ       | NQ    |
| Bieg na 400 m | Fabian Haldner | 50,55      | 39.        | NQ       | NQ       | NQ       | NQ    |